# Корабль, который пел
Корабль, который пел (1969) — научно-фантастический роман Энн Маккефри. Состоит из пяти рассказов, изданных с 1961 по 1969. Последняя глава не издавалась ранее отдельной новеллой и впервые была опубликована в романе. Вся серия книг из серии «Brainship» или «Ship», написанных Маккефри и другими соавторами, иногда выделяются в цикл «Корабль, который пел», а также «Сага о живых кораблях» библиографами, продавцами или поклонниками.
Главным героем романов и рассказов является киборг Хельва, человек-космический корабль, или «brainship». Энн посвятила свою книгу «памяти полковника, моего отца, Джорджа Герберта Маккефри, гражданина, солдата, патриота». В 1994 году она назвала «Корабль, который пел» книгой, которой она гордится больше всего. Впоследствии она назвала первую историю своим лучшим рассказом и своей любимой работой.
В 1990-х Маккефри написала четыре романа-продолжения в сотрудничестве с четырьмя соавторами: Маргарет Болл, Мерседес Лэки, Джоди Линн Най и Стивеном Майклом Стирлингом. Также было выпущено ещё две книги: Джоди Линн Най и С. М. Стирлинг издали собственные романы.

## Вымышленная предпосылка
Действие серии книг «Корабль, который пел» («Сага о живых кораблях») происходит в будущем нашей Вселенной в Федерации Центральных Миров. Детей с врождёнными тяжёлыми физическими патологиями ожидают здесь разные судьбы. С согласия родителей такого новорождённого могут подвергнуть эвтаназии, но если у него обнаруживается высокий потенциал умственного развития, он может стать киборгом. У ребёнка искусственно задерживается рост, а его тело заключается в титановую оболочку с полной системой жизнеобеспечения и с подключением к компьютеру. Он избавлен от физических страданий и может несколько столетий спокойно существовать в металлической оболочке, выполняя различные задания Центральных миров.
После ряда операций, получения общего образования и специальной подготовки дети к совершеннолетию оказываются в огромных долгах, и должны их отработать. Они используются как «мозги» космических кораблей, больниц, промышленных предприятий, добывающих планет, и даже городов (в одном из романов цикла под городом имеется в виду космическая станция). «Мозг» способен действовать самостоятельно, но обычно работает вместе с «телом», то есть человеком-партнёром.

## Ранние рассказы: Хельва
В 1960-х был создан первоначальный цикл новелл о Хельве, которая стала кораблём Х-834:
- Корабль, который пел (1993) / Корабль, который пел (1969) — сборник, включающий 6 рассказов

- Корабль, который пел / The Ship Who Sang (апрель 1961) — новелла, впервые опубликованная в журнале Fantasy & Science Fiction
- Корабль, который скорбел / She Ship Who Mourned (март 1966) — новелла, впервые опубликованная в журнале Astounding Science Fiction
- Корабль, который убивал / The Ship Who Killed (октябрь 1966) — новелла, впервые опубликованная в журнале Galaxy Science Fiction
- Драматический полёт / Dramatic Mission (июнь 1969) — новелла, впервые опубликованная в журнале Astounding Science Fiction
- Корабль, который побеждал / The Ship Who Disappeared (март 1969) — новелла, впервые опубликованная в журнале en:If
- Корабль, который обрел партнера / The Partner Ship (1969) — новелла, впервые опубликована в этом сборнике в качестве последней главы

Энн Маккефри также написала ещё две новеллы о Хельве:
- Honeymoon (1977) — опубликованный в сборнике en:Get Off the Unicorn
- Корабль, который вернулся / The Ship Who Returned (май 1999) — опубликованный в антологии en:Far Horizons

## Brain & Brawn Ship
Продолжения, написанные про других персонажей.

### В соавторстве с Энн Маккефри
- Корабль-партнёр (2007) / Partnership (1992) Соавтор: Маргарет Болл[англ.]
- Корабль, который искал (2007) / The Ship Who Searched (1992) Соавтор: Мерседес Лэки[англ.]
- Город, который боролся (2008) / The City Who Fought (1993) Соавтор: С. М. Стирлинг
- The Ship Who Won (1994) Соавтор: Джоди Линн Най

### Без участия Маккефри
- The Ship Errant (1996) Автор: Джоди Линн Най
- The Ship Avenged (1997) Автор: С. М. Стирлинг

## Награды
Четвёртый и самый длинный рассказ, «Драматический полёт» (июнь 1969), был одним из пяти номинантов на премию «Хьюго» и премию «Небьюла» в 1970 году в номинации «за лучшую повесть».